# Chaperiopsis bilaminata
Chaperiopsis bilaminata is een mosdiertjessoort uit de familie van de Chaperiidae. De wetenschappelijke naam van de soort is voor het eerst geldig gepubliceerd in 1898 door Waters.